# Andrian Kordon
Andrian Kordon –en hebreo, אנדריאן קורדון– (24 de mayo de 1977) es un deportista israelí que compitió en judo. Ganó una medalla de bronce en el Campeonato Europeo de Judo de 2005, en la categoría de +100 kg.

## Palmarés internacional
| Campeonato Europeo | Campeonato Europeo      | Campeonato Europeo | Campeonato Europeo |
| Año                | Lugar                   | Medalla            | Categoría          |
| ------------------ | ----------------------- | ------------------ | ------------------ |
| 2005               | Róterdam (Países Bajos) | Medalla de bronce  | +100 kg            |